# Municipio de Chinicuila
El municipio de Chinicuila es uno de los ciento trece municipios en que se encuentra dividido el estado de Michoacán en el occidente de México. De acuerdo al Censo de Población y Vivienda 2020 en el municipio había un total de 4773 habitantes. 

## Historia
Chinicuila de Oro fundada en 1835. Dos años después se le otorgó la categoría de pueblo. En 1902 adquirió el estatus de municipio, con la cabecera municipal establecida con el nombre de Chinicuila. En 1932, se decidió que la cabecera cambiara su nombre por el de Villa Victoria, que conserva hasta la actualidad.

## Geografía
El municipio se encuentra al suroeste del estado. Ocupa una superficie de 1025 km². Limita al norte con el Estado de Jalisco, respectivamente el municipio de Pihuamo, al este con el municipio de Coalcomán de Vázquez Pallares; al sur con el municipio de Aquila, al oeste con el municipio de Coahuayana y al noroeste al con los municipios de Colima e Ixtlahuacán en el Estado de Colima.
Junto con los municipios de Aquila, Arteaga, Coalcomán de Vázquez Pallares, Lázaro Cárdenas y Tumbiscatío, integra la región 9. Sierra-Costa del estado de Michoacán.

### Área natural protegida
Dentro del municipio se encuentra el parque natural Barrancón de las Guacamayas, área protegida desde 2005 a fin de preservar su biodiversidad. Se trata de un área de algo más de 2000 hectáreas, donde están presentes la selva baja caducifolia, bosque de galería, selva mediana subcaducifolia, bosque de encino disperso y de baja altura, además de algunos pequeños espacios aislados con elementos de bosque mesófilo de montaña.

## Población
La población total del municipio de Chinicuila es de 4773 habitantes, lo que representa un decrecimiento promedio de -1 % anual en el período 2010-2020 sobre la base de los 5271 habitantes registrados en el censo anterior. Al año 2020 la densidad del municipio era de 4,67 hab/km².
| Gráfica de evolución demográfica de Municipio de Chinicuila entre 2000 y 2020 |
|                                                                               |
| Fuente: Instituto Nacional de Estadística Geografía e Informática             |

En el año 2010 estaba clasificado como un municipio de grado medio de vulnerabilidad social, con el 36.86 % de su población en estado de pobreza extrema.
La población del municipio está mayoritariamente alfabetizada (12.58 % de personas analfabetas al año 2010) con un grado de escolarización en torno de los 5.5 años. Solo el  0.78 % de la población se reconoce como indígena.

### Localidades
En el censo de 2020 el municipio de Chinicuila contaba con 144 localidades.
| Código INEGI      | Localidad         | Población (2020) |
| ----------------- | ----------------- | ---------------- |
| 160260001         | Villa Victoria    | 1 068            |
| Otras localidades | Otras localidades | 3 705            |
| Total municipal   | Total municipal   | 4 773            |

## Economía
De acuerdo al número de unidades productivas, los sectores más dinámicos de la economía del municipio son el comercio minorista, los servicios vinculados al alojamiento temporal, la elaboración de alimentos y bebidas y en menor medida la prestación de servicios generales (no gubernamentales).